# Batalha de Sempach

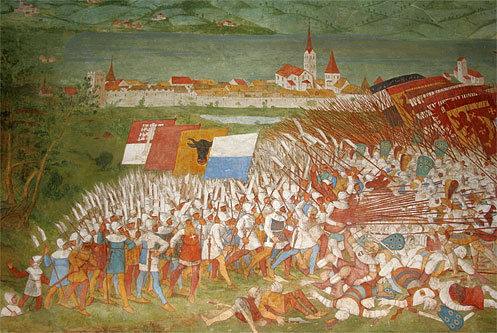
A cena de batalha no afresco na Schlachtkapelle (capela da batalha) em Sempach.

A Batalha de Sempach foi travada em 9 de julho de 1386, entre Leopoldo III, Duque da Áustria e a Antiga Confederação Suíça. A batalha foi uma vitória suíça decisiva na qual o duque Leopoldo e vários nobres austríacos morreram. A vitória ajudou a transformar a fracamente aliada Confederação Suíça em uma nação mais unificada e é vista como um ponto de virada no crescimento da Suíça.

## Resultado
Um armistício foi acordado em 12 de outubro, seguido por um acordo de paz válido por um ano, começando em 14 de janeiro de 1387.
A batalha foi um duro golpe para os interesses austríacos na região e permitiu o estabelecimento de Lucerna como capital regional e um maior crescimento da Antiga Confederação Suíça. Já enfraquecido pela divisão das terras dos Habsburgos em 1379, o controle leopoldiano dos territórios restantes do Reno entraria em colapso nos anos seguintes, principalmente devido ao número de mortos entre as elites locais leais aos Habsburgos. Isso permitiu que as cidades confederadas, especialmente Lucerna, Berna e Solothurn, uma expansão desenfreada nas terras indefesas dos Habsburgos. Berna, que não havia participado da guerra de Sempach, aproveitou a oportunidade e iniciou sua conquista do que viria a ser o cantão de Berna, enviando expedições militares ao Jura, Oberland, Emmental e Aargau. Lucerna em 1389 conseguiu consolidar seu controle sobre as cidades ao redor do lago Sempach, Willisau e Entlebuch, correspondendo em grande parte à extensão do moderno cantão de Lucerna. Glarus também aproveitou a oportunidade para se rebelar contra o controle dos Habsburgos e estabeleceu sua independência na Batalha de Näfels.em 1388. Reza a lenda que um cavaleiro boêmio recebeu sementes da flor Calla para sua proteção quando decidiu acompanhar o duque Leopold.  Depois que a batalha foi perdida, o cavaleiro se escondeu em uma floresta, onde foi morto. Hoje, a floresta é um dos poucos lugares onde o Calla pode ser encontrado naturalmente na Suíça.
Um novo acordo de paz entre a confederação e a Áustria foi concluído em 1º de abril de 1389, válido por sete anos, estendido para 20 anos em 16 de julho de 1394.